# Hohenleuben
Hohenleuben település Németországban, azon belül Türingiában. Lakosainak száma 1426 fő (2023. december 31.). Hohenleuben Weida, Auma-Weidatal, Zeulenroda-Triebes és Langenwetzendorf községekkel határos.

## Népesség
A település népességének változása:
| Lakosok száma | 1461 | 1425 | 1431 | 1442 | 1426 |
|               | 2017 | 2019 | 2021 | 2022 | 2023 |